# Butte, Anaconda and Pacific Railway

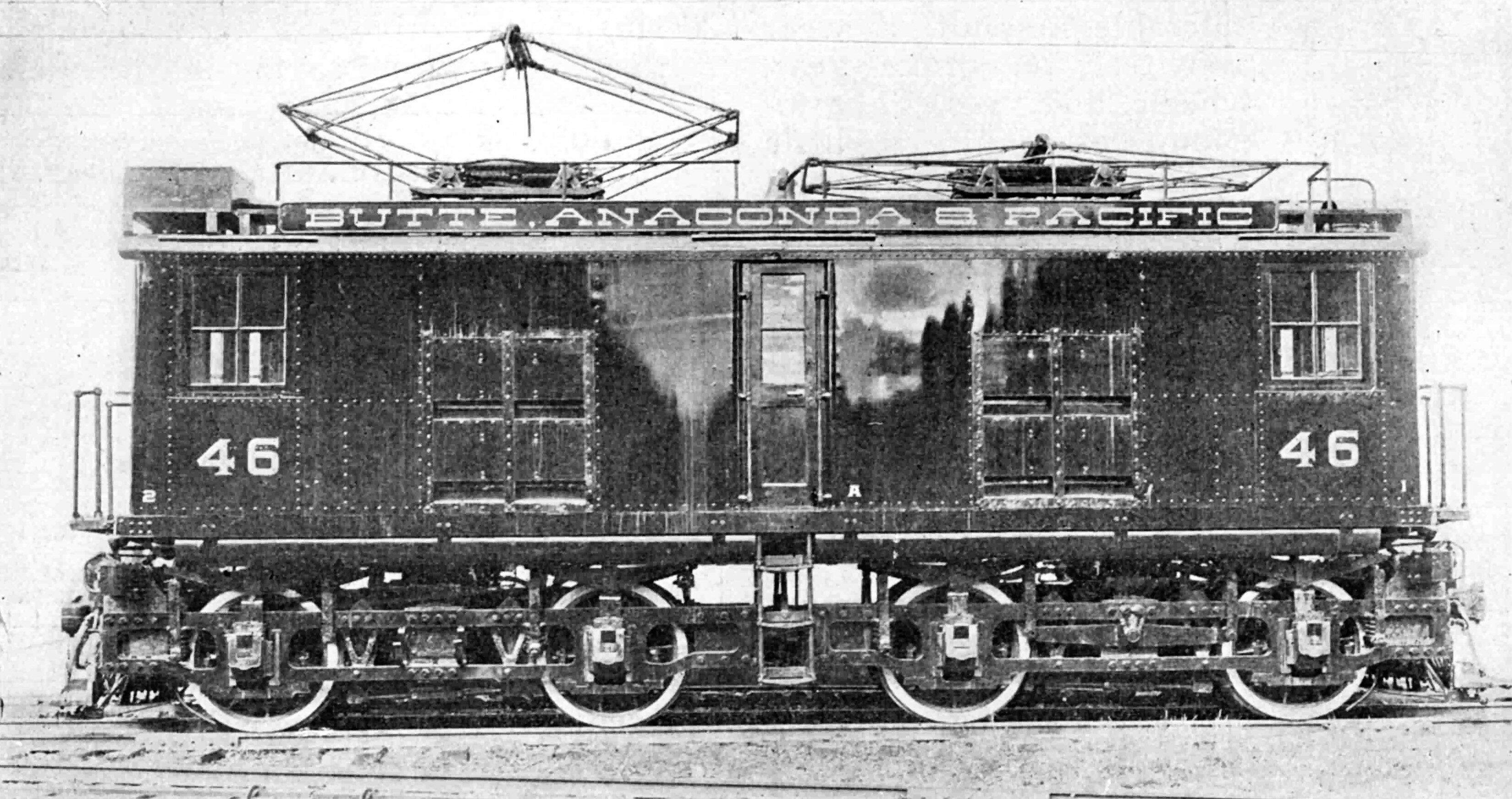
Frühere Elektrolokomotive der BA&P

Die Butte, Anaconda and Pacific Railway (BAP) ist eine regional verkehrende (shortline) Eisenbahngesellschaft in den USA. Sie entstand am 1. Oktober 1892 und operiert bis heute im Bundesstaat Montana. Ihre Hauptaufgabe war der Transport von Kupfererz für die Anaconda Copper Mining Company von Butte zur Verhüttung nach Anaconda. Da die Gesellschaft als allgemein tätiges Transportunternehmen gegründet wurde, betrieb sie auch Personen- und andere Güterzüge.

## Streckennetz
Die Hauptstrecke führt ab Butte von fast 1700 Metern Höhe zunächst entlang dem Silver Bow Creek flussabwärts und folgt dem Lauf der heute zu BNSF gehörenden früheren Northern-Pacific-Hauptstrecke. Bis 1980 teilte sich die Bahn den Bahnhof im Eisenbahnknoten Butte mit der Chicago, Milwaukee, St. Paul and Pacific Railroad (Milwaukee Road), die ebenfalls parallel in Richtung Westen verlief. In Silver Bow, einer zu Butte gehörenden Nachbarschaft, nähert sich von Süden her die seit jeher zu Union Pacific gehörende Strecke aus Richtung Pocatello an. Nach etwa fünf Kilometern wird das eng geschnittene Tal des Silver Bow Creek durchquert und dabei die Trassen der Milwaukee Road und der Northern Pacific auf einer Stahlbrücke überquert. Nachdem alle drei Trassen sich nach Norden gewendet haben und auf etwa 1560 Meter Meereshöhe abgefallen sind, zweigt die Hauptstrecke der BAP nach Nordwesten ab und verläuft wieder leicht bergwärts nach Anaconda auf 1627 Meter Meereshöhe. In Anaconda führt eine Zweiglinie westwärts nach Browns, eine weitere Zweiglinie führte vormals nach Osten zu den Gleisen der Northern Pacific.

## Geschichte

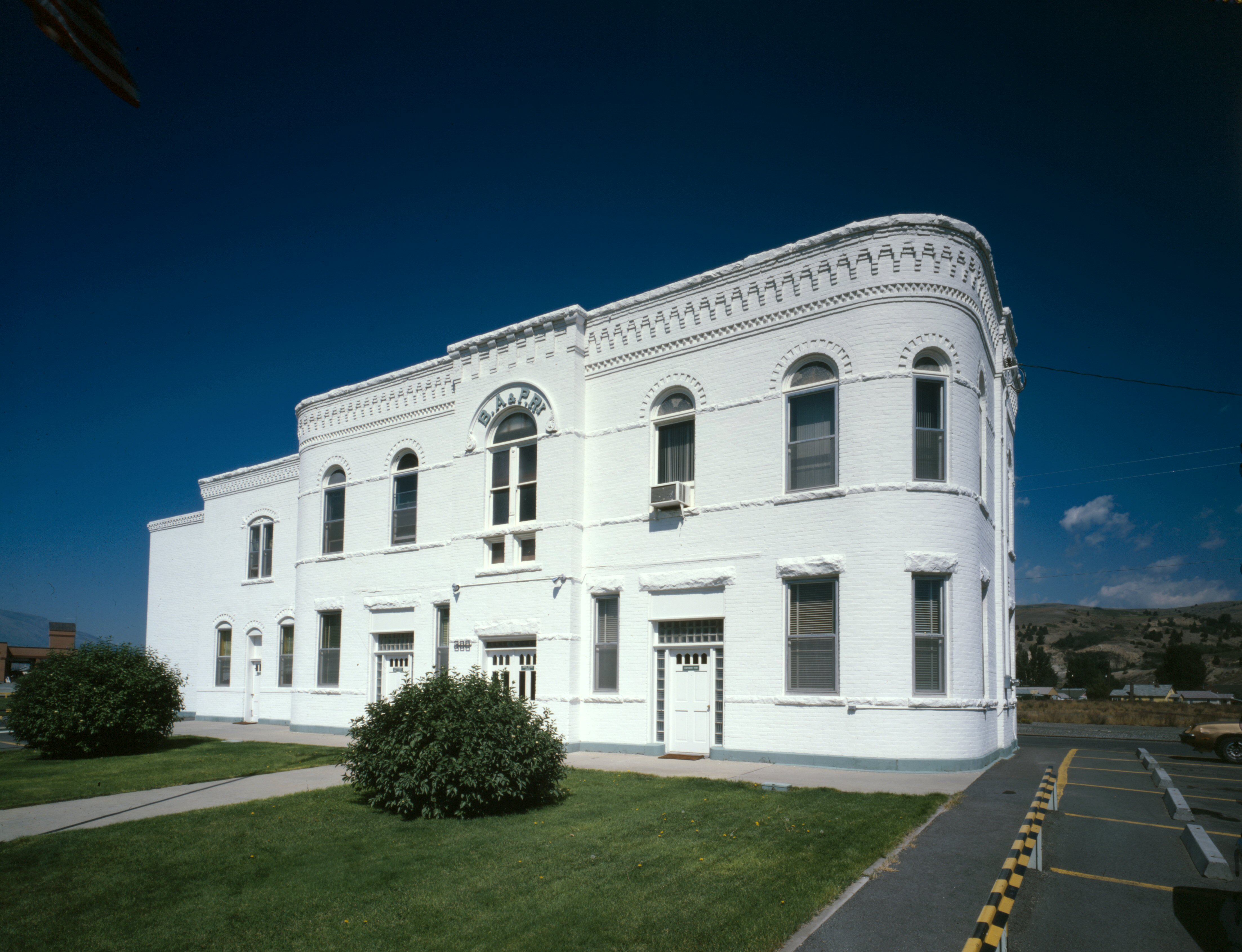
Unternehmenssitz der BA&P

Die Bahngesellschaft eröffnete ihre Strecke am 1. Januar 1894. Zusammen mit den Berg- und Hüttenwerken gehörte sie dem als Kupferkönig bekannten Unternehmer Marcus Daly. Die Hauptstrecke von Butte nach Anaconda zum Washoe-Hüttenwerk war nach Fahrplanangaben 25,7 Meilen lang (etwa 42 Kilometer), eine spätere Zweiglinie von Anaconda weiter westwärts nach Browns war 6,2 Meilen lang (etwa 9 Kilometer). Die Gesamtlänge der Gleise auf den Rangierbahnhöfen, Abzweigungen und Werksgleisen betrug 135 Meilen (etwa 220 Kilometer). 51 % des Unternehmens gehörten der Anaconda Copper Mining Company und 49 % der Great Northern Railway.
Zu Beginn des Betriebes setzte die Gesellschaft Dampflokomotiven mit der Achsfolge 1'D und 2'D ein.
Die BA&P war ein Pionierunternehmen auf dem Gebiet der elektrischen Zugförderung. Begünstigt durch Erfahrungen des im Bergbau tätigen Geschwisterunternehmens im Betrieb mit elektrischen Motoren, führte sie den elektrischen Zugbetrieb 1913 als erste hauptsächlich im Güterverkehr tätige Bahngesellschaft in den USA ein. Es war zudem auch der erste elektrische Bahnbetrieb in den USA, der aus rein wirtschaftlichen Gesichtspunkten eingeführt wurde. Ferner konnte eine Verwendungsmöglichkeit des geförderten und transportierten Kupfers der Welt praktikabel gezeigt werden. Begünstigt wurde die Entscheidung durch einen Vertrag mit der Great Falls Power Company, die nicht nur das notwendige Kraftwerk errichtete, sondern auch den Strom zu günstigeren Bedingungen als bei einem unternehmenseigenen Kraftwerk zur Verfügung stellte.
Der Vertrag mit General Electric wurde im Dezember 1911 geschlossen und umfasste den Bau der notwendigen Umspannstationen, die Lieferung der Lokomotiven sowie die Elektrifizierung von rund 144 Kilometer Gleis. Die Stromversorgung erfolgte mit Gleichstrom von 2400 Volt Spannung, die Erstellung der Ausrüstung und der Fahrleitung wurden von General Electric und bahneigenen Arbeitskräften vorgenommen. Die Oberleitung bestand aus einer Einfachleitung auf Masten aus Riesen-Lebensbaum-Holz mit einem Abstand von 45,72 Meter (150 feet). Alle 304,8 Meter (1000 feet) erfolgte eine Stromeinspeisung in die Oberleitung. Im gleichen Abstand bestanden Ableitungen an den Gleisen. Durch Unterbrecher an bestimmten Abschnitten konnten einzelne Sektionen isoliert werden. Die Umspannstationen wurde in Butte und Anaconda errichtet. Jede Station beherbergte eine 1000-kW-Anlage. Der bereitgestellte 2400-V-Dreiphasen-Wechselstrom wurde mittels eines 1450-kVA-Synchronmotors und zwei in Reihe geschalteten, 500 kW leistenden 1200-V-Gleichstromgeneratoren in den gewünschten 2400-V-Gleichstrom umgewandelt.
17 Lokomotiven des Typs 80-ton Boxcab wurden 1913 geliefert und erhielten die Betriebsnummern 50 bis 66. Die Lokomotiven 65 und 66 waren für den Personenverkehr vorgesehen und erhielten deshalb eine andere Getriebe-Übersetzung. Am 14. Mai 1913 fuhr die erste Elektrolokomotive auf der Strecke und zwei Wochen später wurde der reguläre elektrische Betrieb aufgenommen. Anfang Oktober 1913 war der gesamte Betrieb auf der Hauptstrecke auf die elektrische Zugförderung umgestellt.
Durch die Traktionsumstellung konnte mit drei Elektrolokomotiven und der entsprechenden Besatzung die gleiche Leistung erzielt werden wie zuvor mit vier Dampflokomotiven. Zwischen 1913 und 1914 konnte die Bahngesellschaft dadurch die Kosten für die Lokomotiven um 40 %, die Lohnkosten für die Besatzung um 21 % und die Gesamtkosten um 36 % senken. Gleichzeitig stieg das Frachtaufkommen um 8,8 %. Bei Einsparungen von rund 242.000 Dollar im Jahr und Gesamtinvestitionskosten von 1.211.000 Dollar war mit einer Amortisation innerhalb von fünf Jahren zu rechnen. Durch die höhere Leistungsfähigkeit auf der Strecke konnte auf den Transport von rund 3000 Tonnen Erz zu einem Hüttenwerk in Great Falls verzichtet werden und dieses direkt nach Anaconda befördert werden. Um diese 25-prozentige Steigerung des Transportvolumens zu ermöglichen, wurde 1914/1915 in Anaconda eine zweite Umspannstation errichtet und weitere vier Lokomotiven erworben. Außerdem erwarb man vier sogenannte „tractor trucks“. Diese zweiachsigen Fahrzeuge entsprachen einem der Drehgestelle der Lokomotiven und waren mit entsprechenden Gewichten beschwert. Durch dieses zusätzliche angetriebene Fahrzeug konnte die Anfahrzugkraft um 50 % gesteigert werden. 1915/1916 wurden weitere sieben Lokomotiven erworben. Außerdem wurden in Butte und Anaconda jeweils eine weitere Umspannstation errichtet. Somit war schließlich in Butte eine Leistung von 3000 kW und in Anaconda von 4000 kW installiert. Bedingt durch die Steigungsverhältnisse konnten mit zwei Lokomotiven westwärts 5600 Tonnen transportiert werden, ostwärts jedoch nur 2000 Tonnen. Da die Erzzüge ostwärts meist leer fuhren, um in Butte wieder beladen zu werden, fiel dieser Umstand nicht so schwer ins Gewicht.
1957 wurde der ursprünglich aus 28 Lokomotiven bestehende elektrische Fahrzeugpark um zwei Elektrolokomotiven GE 125-ton Electric ergänzt. Außerdem wurde in Dawson eine automatische 2500-kW-Ignitron-Gleichrichter-Umspannstation errichtet. Für den Betrieb auf den nicht elektrifizierten Abschnitten wurden wenige Jahre zuvor die letzten Dampflokomotiven durch Diesellokomotiven ersetzt. Nach einer Einigung über die Streckennutzungsrechte begann die BA&P 1958 mit dem Betrieb auf der Strecke der Northern Pacific Railway zwischen Butte und Durant. 1967 wurde der elektrische Betrieb auf der Hausstrecke eingestellt, da der Bau einer neuen Erzaufbereitungsanlage in Butte den notwendigen Verkehr auf der Hauptstrecke und die Rangierfahrten stark reduzierte und der Einsatz der Diesellokomotiven – drei GP7 und vier GP9 – somit billiger war.
Nach der Schließung der Hüttenwerke in Anaconda verlor die Bahngesellschaft den Großteil ihres Transportgeschäfts und wurde 1985 an den Staat Montana verkauft. Ein Konsortium aus regionalen Investoren gründete zum Betrieb die Rarus Railway (RARW) und erwarb 1990 das Eigentum an der Bahngesellschaft. Am 19. Juli 2007 kündigte die Holdinggesellschaft Patriot Rail Corporation, die die Rarus Railway im Mai 2007 aufkaufte, an, die Gesellschaft wieder in Butte, Anaconda and Pacific Railway rückzubenennen.

## Lokomotiven
| Betriebsnr. | Fahrzeugtyp      | Hersteller         | Baujahr   | Einsatzzeit    | Bemerkung |
| ----------- | ---------------- | ------------------ | --------- | -------------- | --- |
| 10          | Dampflok 2'B     | ALCO - Brooks      | 1893      | 1893– ca. 1900 | 1893 von Great Northern übernommen als Nr. 31, 1898 umnummeriert in „10“, ca. 1900 verkauft an Columbia Southern Ry |
| 10          | Dampflok 2'C     | ALCO - Brooks      | 1906      | 1906–1953      | zweite Besetzung der Nr. 10                                                                                         |
| 24          | Dampflok 2'D     | ALCO - Schenectady | 1906      | 1906–1917      | 1917 verkauft an General Equipment Co                                                                               |
| T-1 bis T-3 | Slug             | General Electric   | 1914/1915 | 1914–1967      | |
| 39–66       | 80-ton Boxcab    | General Electric   | 1913–1917 | 1913–1967      | |
| 100         | SW1000           | EMD                | 1955      | 1972–1981      | |
| 101–103     | GP7              | EMD                | 1952/1953 | 1952–          | |
| 104–107     | GP9              | EMD                | 1957      | 1957–          | |
| 108+109     | GP 38-2          | EMD                | 1977/1978 | 1977–          | |
| 201+202     | 125-ton Electric | General Electric   | 1957      | 1957–1967      | |
| 201–203     | GP9              | EMD                | 1957      | 2005–          | Zweitbesetzung durch Rarus Railroad                                                                                 |
| 301         | GP7              | EMD                | 1953      | 1991–          | |
| 302         | GP9              | EMD                | 1957      | 1992–          | |
| 1010+1011   | GP39-2           | EMD                | 1976/1980 | 2007–          | |
| 2010+2011   | GP38-2           | EMD                | 1973      | 2007–          | |